# Talasoterapia

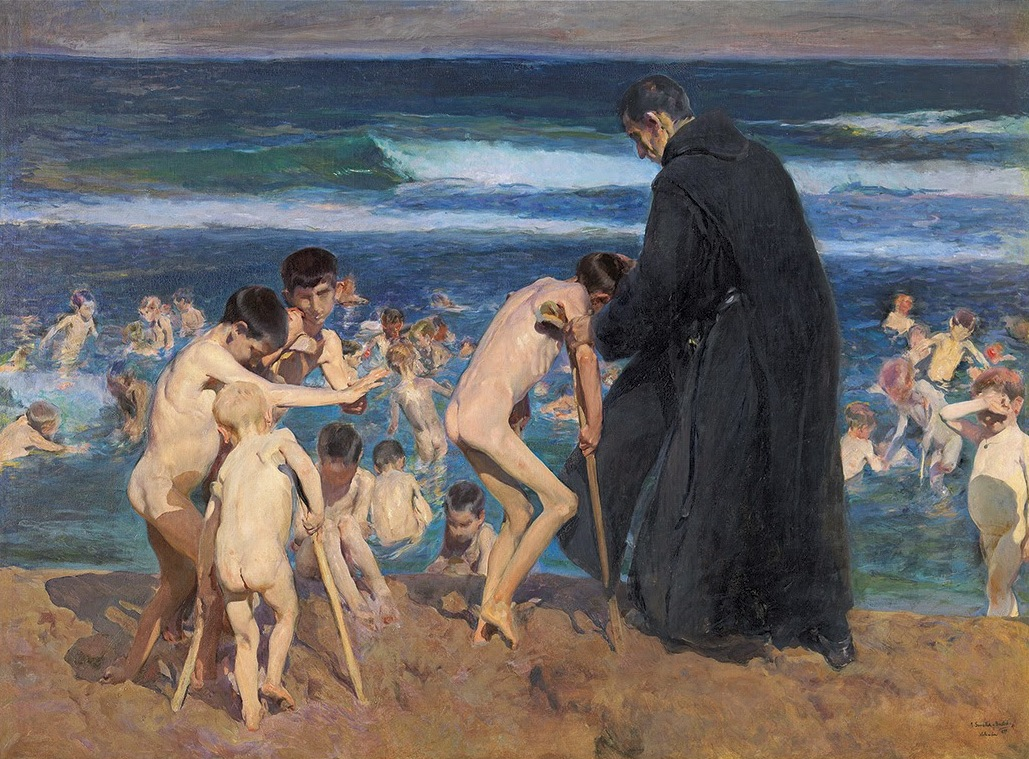
Triste herencia (1899), de Joaquín Sorolla. La pintura muestra diferentes niños afectados de varios tipos de incapacidad que se disponen a tomar un baño en el mar ayudados por un religioso de la Orden de San Juan de Dios.

La talasoterapia es un método de terapia que se basa en el uso de diferentes medios marinos, juntos o por separado (agua de mar, algas, barro y otras sustancias extraídas del mar) y del clima marino como agente terapéutico. El agua se recoge en lugares donde esté limpia para garantizar la ausencia de agentes contaminantes. Si contiene arena se deja decantar y queda transparente antes de ser aplicada (el agua de mar elimina por sí misma los patógenos por ósmosis).
Etimológicamente proviene del griego thalassa (mar) y therapeia (terapia), y se debe al médico francés Dr. Bonnardiere de Arcachon (1869). Su formulación se debe al médico británico Richard Russel (ver el artículo en la Wikipedia en inglés) que desarrolló, a mediados del siglo XVII, el primer tratado médico de curas marinas.

## Historia de la talasoterapia
En prácticamente todos los lugares y en todas las épocas se ha considerado que el mar tiene el poder de proporcionar fortaleza. Los héroes de las epopeyas de Homero, por ejemplo, salían del mar plenos de energía.
Los médicos de la antigüedad, desde el padre griego de la medicina, Hipócrates, hasta Avicena, pasando por Celso y Galeno explicaron las virtudes terapéuticas del mar y lo recomendaron fervorosamente para recuperar la salud perdida.
En Europa, durante la Edad Media, se desprestigió la sabiduría clásica que relacionaba el contacto con la naturaleza y las costumbres higiénicas con el cuidado de la salud. Pero en el siglo XVI, el rey de Francia Enrique III recibió tratamientos marinos por consejo de su médico Ambrosio Paré. Por entonces se atribuían a los baños marinos efectos fortificantes, astringentes, resolutivos, antipiógenos, entre otros muchos.
El primer libro importante sobre talasoterapia lo escribió el inglés Richard Russell en 1760. Se titulaba El uso de agua de mar en las enfermedades de las glándulas y alcanzó un gran éxito en toda Europa. Russell observó que las personas, y en especial los niños, que habitaban en los pueblos costeros tenían en general mejor salud que los del interior. Era el caso, por ejemplo, de la población de Brighton. Por eso recomendó los baños de mar e incluso la ingesta de agua marina. En su libro escribió que a su consulta llegaban niños débiles, pálidos, a los que devolvía la salud únicamente con baños de mar.
Los éxitos de Russell le sirvieron para que la familia real británica le nombrara uno de sus médicos, lo que también hicieron muchos otros miembros de la nobleza inglesa. El aval de la monarquía provocó que la cura marina se difundiera por toda Gran Bretaña y por otros países del continente como Francia, Holanda y Alemania.
A principios del siglo XX, el doctor Ceresole fundó en Venecia un instituto para el estudio de los efectos del mar sobre el hombre sano y enfermo. En 1913 se constituyó en Francia la Asociación Internacional de Talasoterapia, que celebró su primer congreso en Cannes en 1914. Francia es, desde entonces, el país donde la talasoterapia goza de mayor prestigio y difusión, con importantes centros especializados.
La Talasoterapia moderna se inicia en España en la localidad castellonense de Benicasim con la apertura del Centro Termalismo Heliomarino, fundado por el Dr. Joaquin Farnos Gauchia en 1966, centro hospitalario especializado en rehabilitación funcional que utiliza el agua de mar en sus tecnicas de hidroterapia marina mediante; piscinas de rehabilitación, bañeras de hidroterapia, y envolvimientos con barros marinos. En 1970, el Dr Farnos crea el la Clinica de Talasoterapia Palasiet, enfocada a tratamientos de patologias osteoarticulares, reumatismos y rehabilitación neurologica y postraumatica.
La talasoterapia es actualmente una técnica oficialmente reconocida en todos los países desarrollados. En los balnearios y centros de Talasoterapia trabajan competentes equipos médicos y son visitados por un público variado: desde deportistas de élite que desean recuperarse rápidamente de una lesión, a gente común con problemas circulatorios, reumáticos, de estrés, etc.

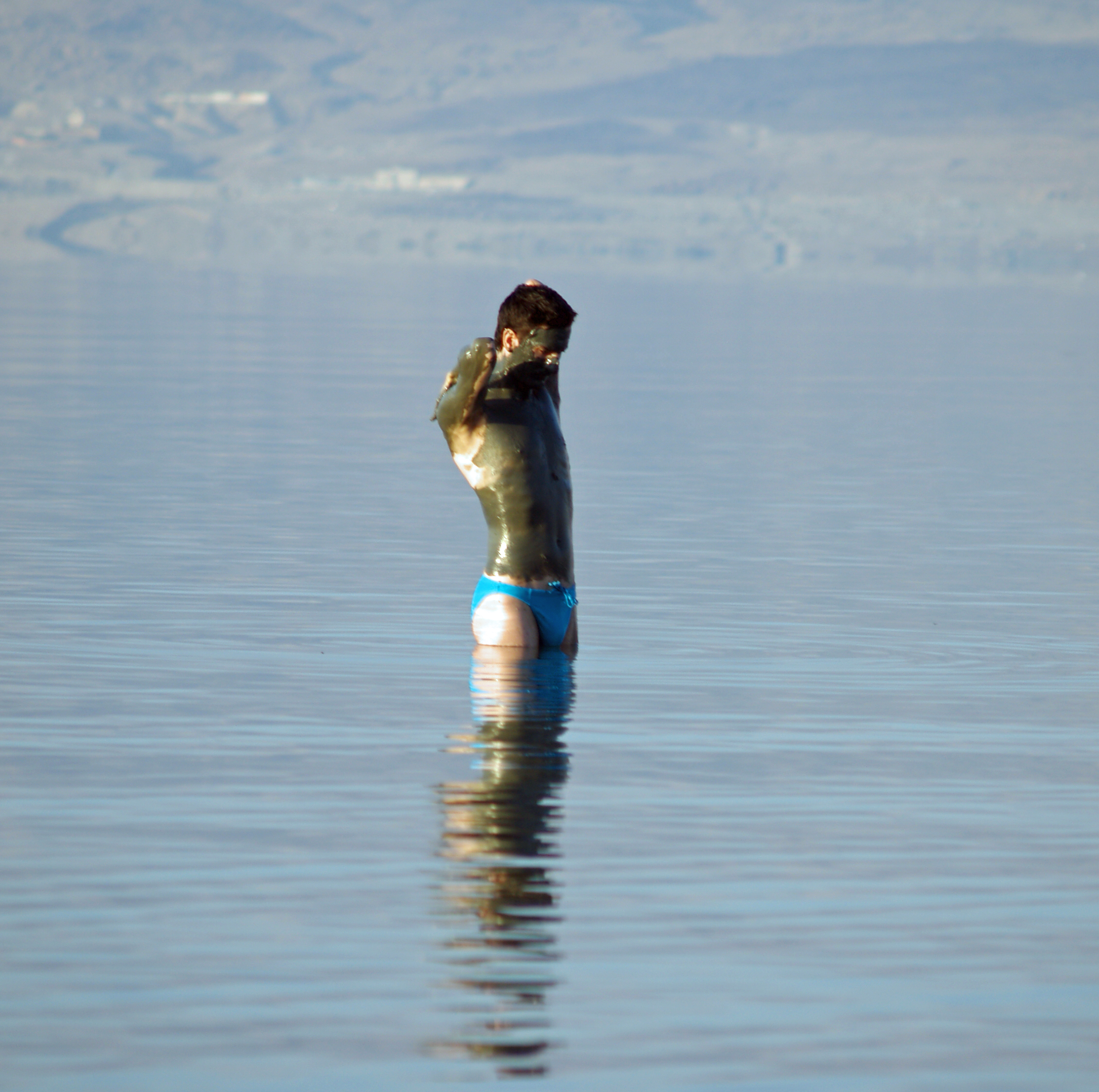
El agua y el barro del Mar Muerto tiene usos cosméticos especiales y se cree que pudiera tener propiedades curativas.

## Contraindicaciones
Existen situaciones en las que la realización de la talasoterapia se desaconseja con el fin de evitar un agravamiento o descompensación de la enfermedad.
Muchas de estas contraindicaciones admiten matices:
- Insuficiencias orgánicas graves o descompensadas: estados caquecticos; procesos reumatológicos agudos; procesos respiratorios descompensados; patología aguda de corazón reciente, IAM, angina…; flebitis o trombosis venosa reciente; insuficiencia de hígado o de riñón muy avanzados; enfermedades psiquiátricas en brote, etc.
- Procesos infecciosos activos
- Fiebre
- Úlceras o heridas abiertas en la piel.
- Primer y último trimestre de embarazo

## Técnicas en talasoterapia

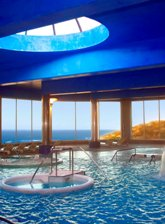
Talasoterapia

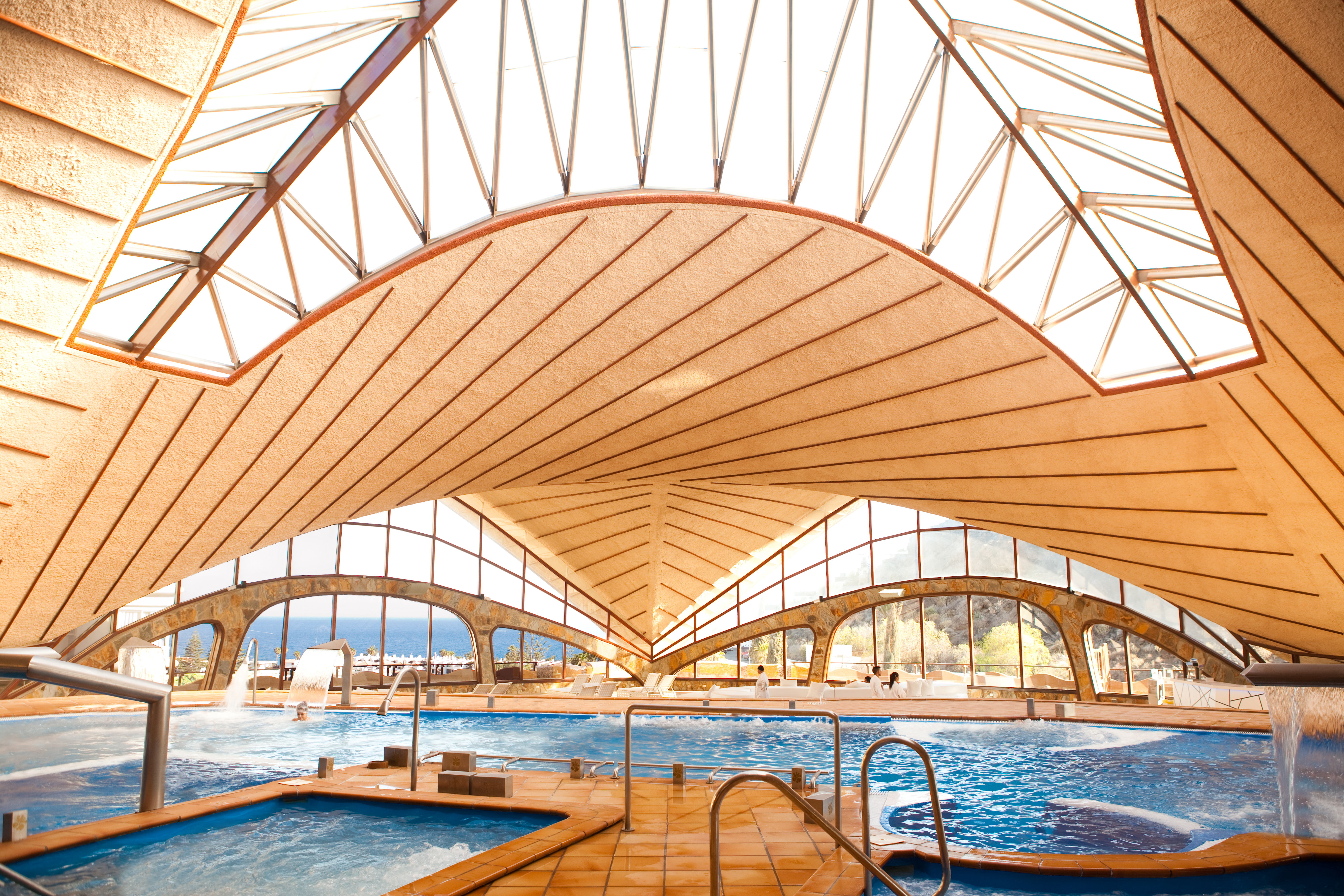
Talasoterapia

Las técnicas utilizadas en Talasoterapia son, por lo general, similares a las usadas en termalismo (sea minero-medicinal, sea a través de agua sanitaria).

### Naturales
Son las técnicas realizadas al aire libre aprovechando las condiciones y los elementos del medio marino. Las principales son:
- El baño en el agua de mar al aire libre.
- Los enterramientos en la arena de la playa.
- La aeroterapia marina, como son los paseos al borde del mar.
- Las curas de sol, la helioterapia.

### Artificiales
Las técnicas artificiales son las propias que se realizan en las instalaciones de los centros de Talasoterapia.
Empezaremos por la balneación, que no es otra cosa que la misma inmersión en agua de mar dentro de las instalaciones de los centros. En estas inmersiones se pueden utilizar aditivos como son las sales, las algas, los aceites esenciales…
- Balneación Individual
- Baños generales: bañeras con sistemas de aeración, baños de burbujas o chorros subacuáticos automáticos, baños de hidromasaje.
- Baños parciales: inmersión de manos, maniluvios, o pies, pediluvios.
- Balneación colectiva
- Circuito de piscina: comprenden diversas piscinas de agua de mar a diferentes temperaturas (de 18 °C a 38 °C), zona de agua de mar fría, zona de saunas, baños de vapor marinos y zonas de reposo.
- Piscina dinámica: adaptadas con aparatos y material auxiliar para realizar ejercicios y técnicas de reeducación funcional con fisioterapeuta.
- Piscinas de marcha
- Duchas: circular, afusión, escocesa.
- Chorros: Jet o a presión, Subacuático.
- Ducha Vichy, complementado en muchas ocasiones con masaje.
- Envolturas: de algas o de lodos marinos.
- Recorrido Flebitico, piscina de marcha con hidromasaje a 24ºC
- Aerosolterapia marina: baños de vapor marino, aerosoles, inhalaciones, lavados nasales, irrigaciones bucodentales, pulverizaciones faríngeas, insuflaciones tubotimpánicas…

### Complementarias
Otras técnicas que se utilizan como complemento en la Talasoterapia son la masoterapia, los drenajes, la presoterapia, la electroterapia y otras técnicas de estética.